# エムゲームジャパン
株式会社エムゲームジャパン（MGAME JAPAN）は東京都台東区に拠点を置く日本の企業。オンラインゲームの開発・運営を主業務とする。韓国のコンピュータゲーム企業MGameの日本法人。

## 概要
韓MGameの日本法人として2005年9月に設立された。2007年8月にはポータルサイトをオープンし、パチンコ・大富豪などのライトゲームからSNS・サークルなどのコミュニティサービス等の運営も開始した。

## オンラインゲームタイトル

### 現行
- 英雄オンライン
- 熱血江湖オンライン
- ナイトオンラインクロス
- プリンセスメーカー (iOS、Android)

### 開発中
- ジェムナイツ

### 終了
- アレスオンライン（2008年2月12日サービス終了[1]）
- DROIYAN（2008年2月12日サービス終了[1]）
- 風林火山オンライン（2009年3月12日サービス終了[2]）
- ルナティア -プラチナファンタジーオンライン-（2012年11月16日サービス終了[3]）
- 鬼魂（2013年4月11日サービス終了）
- マスモン～Master of Monsters～（旧Master of Monsters WEB）
- 神魔令（2014年3月13日サービス終了）
- ラピスオンライン（2014年5月29日サービス終了）
- OPERATION7（2015年4月22日サービス終了およびUtoPlanetへ運営移管[4]）※PARKESM開発
- Darkfall（2016年9月30日サービス終了）
- ロストオンライン（2017年2月1日サービス終了）